# 德朗 (印第安納州)
德朗（英語：Delong）是位於美國印地安納州富爾頓縣的一個非建制地區。該地的面積和人口皆未知。